# 青木誠 (声優)
青木 誠（あおき まこと、1975年10月7日 - ）は、日本の男性声優。東京都出身。

## 略歴
江崎プロダクション付属養成所卒業。
マウスプロモーション、ケンユウオフィスに所属していた。現在はフリー。

## 人物
趣味は映画鑑賞、動画編集、ゲーム。特技は水泳。

## 出演
太字はメインキャラクター。

### テレビアニメ
1999年
- トラブルチョコレート（ヨシオ）

2000年
- すてき!さくらママ（春野陽）
- 星界の戦旗（乗員C）

2001年
- 旋風の用心棒（銀鮫社員、アナウンス、博徒、自衛官、チンピラ）
- 星界の戦旗II（囚人B、スールビルシュ乗員B、部下A）
- 超GALS!寿蘭（青年、少年、生徒）
- 魔法戦士リウイ（霊B）

2002年
- 朝霧の巫女（生徒）
- Weiß kreuz Glühen
- キャプテン翼（第3作）（パッチアーニ、セラーノ、グランディオス 他）
- ゴールドマッスル（ゴウ）
- 最終兵器彼女（兵士C）
- サイボーグ009 THE CYBORG SOLDIER（警官）
- G-onらいだーす（男子B）
- 東京アンダーグラウンド（衛兵）
- パタパタ飛行船の冒険（御者アンディ）
- ヒートガイジェイ（兵C）
- 陸上防衛隊まおちゃん（防衛隊員B）

2003年
- 君が望む永遠（平慎二）
- ギルガメッシュ（街の男B）
- D.C. 〜ダ・カーポ〜（生徒）
- ふたつのスピカ（男子）

2004年
- アズサ、お手伝いします!（堂島嵐）
- 攻殻機動隊 S.A.C. 2nd GIG（SWAT議員）
- ヒットをねらえ!（高橋竜之介）
- 最遊記RELOAD（妖怪）
- 超変身コス∞プレイヤー（黒之皇子・イの方）
- トランスフォーマー スーパーリンク（士官候補生A、研究員A 他）
- 鋼の錬金術師（男C）
- 美鳥の日々（客C、客F）

2005年
- だめっこどうぶつ（タカ岡）

2007年
- 鉄子の旅（アナウンス）

2011年
- テレビまんが 昭和物語（山崎太一）

### OVA
- うさぎちゃんでCue!!（2001年）
- Memories Off 終わらない雨〜唯笑編〜（2001年、高校生）
- アカネマニアックス（2004年、平慎二）
- 星界の戦旗III（2005年、ヤテーシュ）
- 君が望む永遠 〜Next Season〜（2006年、平慎二）
- 間の楔 第2期（2012年、ノリス）

### Webアニメ
- あゆまゆ劇場（2006年、平慎二）

### 劇場アニメ
- 人狼 JIN-ROH（2000年）
- WXIII 機動警察パトレイバー（2002年）[6]
- 猫の恩返し（2002年）
- ティンカー・ベル（2008年）
- テレビまんが 昭和物語 劇場版（2011年、山崎太一）

### ゲーム
2000年
- ハートフルメモリーズ 〜Little Witch Parfait 2〜（ヒューイ・ジェノワーズ）
- 立体忍者活劇 天誅 弐（般若忍者）

2002年
- 鬼武者2
- 侍（主人公〈若年〉）
- 東京魔人學園外法帖（武流、クリス、徳川家茂）
- SHINE〜言葉を紡いで〜（主人公）
- もえろSKYSLAVE（アイザック）

2003年
- 漢のためのバイブル THE 友情アドベンチャー-炎多留・魂-（入江嵩児）
- 侍道2（主人公〈若年〉）

2004年
- 3年B組金八先生 伝説の教壇に立て!（山川）　
- 最遊記RELOAD（店主）
- センチメンタルプレリュード（滝沢峻）

2005年
- 紅忍 血河の舞（武田勝頼）

2007年
- オレンジハニー 〜僕はキミに恋してる〜
- PROJECT SYLPHEED（ジーン・ポールドウィン）

2008年
- 白騎士物語

2009年
- はじめて戦国王子（直江兼続）

2010年
- ファイト一発! 充電ちゃん!! CC

2012年
- 第2次スーパーロボット大戦Z 再世篇

### ドラマCD
- 裏切りは僕の名前を知っている（ハイド）
- センチメンタルプレリュード 夏の終わりのセレナーデ（滝沢峻）
- 耽美夢想マイネリーベ 虹の橋〜ビブロスト（結社員4）
- ビューティー・ポップ（落合計彦）

### BLCD
- 間の楔（ノリス）
- 一寸枕草紙（王）
- 淫らシリーズ 淫らな罠に堕とされて（警備員）
- 顔のない男（小川）
- 影の館（アポルオン）
- 金さえあれば!（ホテルボーイ）
- 輝夜姫（菊の宮）
- 黒の騎士（ルーク）
- 恋はいつも嵐のように（田口）
- 月華佳人（高藤）
- 極・愛（東宮忠充）
- ファインダーの標的（中国人B、副嶋）
- タクミくんシリーズ 美貌のディテイル（葉山託生）
- 酒とYシャツとキス（三木高彦）
- その腕で溺れたい（野上弘）
- ジャジャ馬ならし（同級生B）
- しょせんケダモノ（生徒A）
- 守護霊様に憑いてコイ（古田）
- 鈴の音がきこえる（山本）
- 誓約のうつり香（編集者）
- 専制君主のワガママ（後藤）
- 爪先にキス（冬慈の秘書）
- 難攻不落な君主サマ（訓練生）
- 不遜で野蛮（青山亮二）
- 恋愛トラップ（生徒）
- P.B.B. プレイボーイブルース（ホスト）
- ワガママだけど愛しくて（バイト先の先輩）

### 吹き替え

#### 映画
- アンツ・イン・ザ・パンツ!（ショーン）
- アニマル・ファクトリー（ロン・デッカー〈エドワード・ファーロング〉）
- 美しき虜（レオ〈カレル・ドブリー〉）
- エンド・オブ・オール・ウォーズ（永瀬隆軍曹〈佐生有語〉）
- エキストラ（パク・ポンス〈イム・チャンジョン〉）
- エグゼクティブ・プロテクション（カール）
- カエルになった王子様（シャン・ジュンハオ〈ミン・ダオ〉）
- カーミットのどろんこ大冒険（クラスマン〈子供〉）
- キャラバン（ノルブ〈カルマ・デンジン・ニマ・ラマ〉）
- グリンチ ※劇場公開版
- 軍用列車（ラファティ〈スコット・ニューマン〉）※DVD新録版
- コン・エクスプレス（ルディ〈エヤル・ポデル〉）
- ジャングル 2 ジャングル（ナキリ）
- ジャージー・デビル・プロジェクト（ジェイ・マクダウェル〈本人〉）
- シーズ・オール・ザット（サイモン〈キーラン・カルキン〉）
- シークレット・アイズ 覗かれた殺意（ロイ〈キャスパー・ヴァン・ディーン〉）
- 新ピノキオ（ピエトロ〈ハーレイ・ジョエル・オスメント〉）
- スピードウェイ・ジャンキー（ペズ・ボーイ〈ブライアン・スターク〉）
- スカイ・ハイ（ラリー〈ローレン・バーマン〉）
- タイムリミットは24時間
- デューン/砂の惑星（ポール〈アレック・ニューマン〉）
- ティアーズ・オブ・ザ・サン
- どつかれてアンダルシア (仮)（ロン毛男）
- ドリームキャッチャー
- トレマーズ3（TVレポーター）
- ナイン・ライブス（アンディ〈ベン・ペイトン〉）
- ビッグママ・ハウス（バスケットボール少年2）
- ビッグ・トラブル（アンドリュー〈D・J・クオールズ〉）
- ホスピタル・アンダー・シージ
- ニコルに夢中（ルパート〈ケラム・マリッキ＝サンチェス〉）
- マグダレンの祈り
- マジェスティック（スペンサー〈マット・G・ウィーンズ〉）
- モンテ・クリスト伯
- 猟奇的な彼女
- 山の郵便配達（シオンフ）
- ユー・ガット・サーブド（ラシャーン〈リル・フィズ〉）
- ワンス・アポン・ア・タイム・イン・チャイナ/天地発狂（ホー）
- ワンス・アポン・ア・タイム・イン・チャイナ外伝/鬼脚（リャン）
- ワイルド・スピード（ジェシー〈チャド・リンドバーグ〉）

#### ドラマ
- ER緊急救命室シリーズ
  - シーズン6 #5（ベンジャミン・ハーン〈ジェフ・ピーターソン〉）
  - シーズン7 #1（エルジー〈スティーヴ・ハウィー〉）、#6（ハドソン〈ダリス・ラヴ〉）
  - シーズン8 #18（ジェフリー・クルーズ〈ウィルソン・クルーズ〉）、#21（インストラクター）
- エバーウッド 遥かなるコロラド（エフラム・ブラウン〈グレゴリー・スミス〉）
- クリミナル・マインド4 FBI行動分析課（アダム・ジャクソン〈ジャクソン・ラスボーン〉）
- クリミナル・マインド 特命捜査班レッドセル（ジェーソン〈ノエル・フィッシャー〉）
- 刑事ナッシュ・ブリッジス シーズン5 #4 #19
- コールドケース シーズン3
- 三国志演義（馬良）
- サード・ウォッチ（カルロス・ニエト〈アンソニー・ルイヴィヴァー〉）
- CSI:マイアミ3（パトリック・ブルックナー〈トレヴァー・モーガン〉）
- CSI:マイアミ4（ルーク・ギャノン〈コーリー・サビー〉）
- スタートレック:エンタープライズ（カルロス〈リッキー・ルナ〉）
- セックス・アンド・ザ・シティ
- ターミネーター サラ・コナー・クロニクルズ
- 天龍八部（虚竹）
- トーチウッド 人類不滅の日（ラルフ・コルトレーン〈フレッド・ケーラー〉）
- 24 -TWENTY FOUR- シーズン1、3 #5
- NIP/TUCK マイアミ整形外科医（マット・マクナマラ〈ジョン・ヘンズリー〉）
- バビロン5（レニア〈ビル・マミー〉）
- 犯罪捜査官ネイビーファイル
- 裸足の青春（チャン・サンヨプ〈イ・ジョンウォン〉）
- BONES（ザック・アディ〈エリック・ミレガン〉）
- 名探偵ポワロ 白昼の悪魔 NHK版

#### アニメ
- ガジェット警部 最後の事件
- ジャスティス・リーグ（スナッパー・カール、シェイド、ジミー・オルセン）
- スーパーマン（ジミー・オルセン）

### オーディオブック
- 【新釈】走れメロス 他四篇（2019年、芽野史郎）[7]

### ナレーション
- 夢を叶える発明ショー（ディスカバリーチャンネル）

### ボイスオーバー
- 奇跡体験!アンビリバボー（フジテレビ）
- BS世界のドキュメンタリー（NHK BS）
- 謎のアンダーワールド（ヒストリーチャンネル）

### ラジオ
- 君のぞらじお（第63・93回、ゲスト）

### その他コンテンツ
- 教育出版『国語表現I 改訂版』音声CD